# 弗朗西斯科·巴尔迪
弗朗西斯科·巴尔迪（義大利語：Francesco Bardi，1992年1月18日—），是一名意大利足球运动员。

## 俱乐部生涯
巴尔迪出自家乡球队利沃诺青训体系。2010年5月16日，他在赛季最后一场比赛利沃诺已经确定降级时上演意甲联赛首秀，最终利沃诺主场1比4不敌帕尔马。2011年1月，巴尔迪被租借到国际米兰，他代表国际米兰U-20青年队参加2010/11赛季的剩余比赛。2011年6月30日，国际米兰以135万欧元得到巴尔迪的一半所有权（其中50万欧元以西蒙尼·德拉涅罗一半所有权顶替，15万欧元以卢卡·西利加尔迪一半所有权顶替）。不过8月3日，他又被租借回到利沃诺一个赛季，参加意大利足球乙级联赛以获得正式比赛经验。2012年6月，国际米兰再用400万欧元买入巴尔迪的一半所有权（其中150万欧元以德拉涅罗的一半所有权顶替，125万欧元以西利加尔迪一半所有权顶替）。2012年7月14日，他被租借到意乙联赛球队诺瓦拉。他在诺瓦拉占据球队的主力门将位置，在2012/13赛季出场35次。2013年夏季，巴尔迪又被租借到升回意甲联赛的利沃诺。在利沃诺降级后，他在2014年6月27日被租借到另一支意甲球队切沃。

## 国家队生涯
2009年，巴尔迪入选意大利U-17国家队参加2009年歐洲U-17足球錦標賽和2009年U17世界盃足球賽，不过只能担任替补。2011年3月24日，他首次代表意大利U21国家队出场，对手是瑞典U21国家队。巴尔迪以主力门将的身份帮助意大利U21获得2013年歐洲U-21足球錦標賽亚军。